# Enel
Enel S.p.A. (італ. Ente Nazionale per l'Energia eLettrica) — найбільша італійська енергетична компанія, одна з найбільших енергокомпаній світу. Штаб-квартира — у Римі. Займає друге місце в Європі по встановленій потужності.

## Власники
Від свого заснування у 1962 р Enel була державною компанією, у 1992 р стала акціонерною компанією з одним акціонером - державою, надалі у 1999 р була приватизована та вийшла на біржу. Основні акціонери — міністерство економіки Італії (13,88 %) та державний банк Cassa Depositi e Prestiti (17,36 %), решта акцій знаходяться у вільному обігу (акціонерами Enel виступають крупні міжнародні інвестиційні фонди, страхові компанії, пенсійні фонди, а також громадяни Італії).

## Бізнес
Enel станом на початок 2012 року представлена у 40 країнах. У жовтні 2022 року, через повномасштабне вторгнення РФ до України, компанія продала всі свої активи і завершила роботу на ринку РФ.

## Виробничі та сервісні потужності
Enel виробляє електроенергію з різних джерел енергії, включаючи геотермальну, вітрову, сонячну, гідроелектроенергію, теплову та атомну енергію. У 2023 році Enel виробила загалом 207 ТВт-год електроенергії, розподілила 489,2 ТВт-год і продала 300,9 ТВт-год.
Enel також займається науково-дослідницькою діяльністю у сфері виробництва та передачі електроенергії. До них відносяться:
- проектування та впровадження «гібридних установок», які поєднують використання різних джерел і технологій для зберігання енергії, з метою підвищення ефективності установок[10][11][12]
- розвиток інтелектуальних мереж, що підвищують ефективність та стійкість розподілу електроенергії, за підтримки Європейського Співтовариства.[13][14].

## Корпоративна організація
Штаб-квартира Enel знаходиться в Римі і компанія котирується на Італійській фондовій біржі з 1999 року.
Enel та її дочірні компанії виробляють та розподіляють електроенергію та газ у 29 країнах світу по всій Європі, Північній та Південній Америках, Азії та Африці.
У компанії працює понад 61 000 осіб (у 2023), вона має понад 61 млн клієнтів по всьому світу (54,9 млн на ринку електроенергії, 6,2 млн на ринку газу) і чисту встановлену генеруючу потужність 88 ГВт. Enel є найбільшою енергетичною компанією Європи за кількістю клієнтів і другою за потужністю після Électricité de France.
Група Enel складається з 5 бізнес-напрямків:
- Enel Green Power і теплова генерація: виробництво електроенергії.
- Мережі Enel: транспортна інфраструктура та розподіл енергії.
- Глобальний енергетичний та товарний менеджмент: забезпечує компанії Групи Enel, а також третіх осіб, як товарами для використання на електростанціях, так і послугами з оптимізації виробництва та розподілу енергії[22].
- Enel X Global Retail: надає послуги з доданою вартістю.
- Enel X Way: створений для полегшення переходу на електрику в громадському та приватному транспорті шляхом встановлення зарядної інфраструктури[23].

## Цікаві факти
Enel підтримує команду MotoGP Ducati.